# Estación Adrogué
Adrogué es una estación ferroviaria ubicada en la ciudad homónima, en el partido de Almirante Brown, Gran Buenos Aires, Argentina.

## Servicios
Es un centro de transferencia intermedio del servicio eléctrico metropolitano de la Línea General Roca que se presta entre las estaciones Constitución y Glew/Alejandro Korn.

## Historia
El edificio original de la estación de estilo inglés, construido en 1872, fue demolido entre mediados y finales de 1985 en su totalidad, como parte de los trabajos de electrificación de la línea, por ello su arquitectura actual difiere de aquella. 

### Toponimia
La estación ferroviaria y la localidad deben su nombre a Esteban Adrogué, su fundador, quien donó tierras para la construcción de la estación, espacios municipales y espacios verdes. Hay que aclarar que durante muchos años Adrogué, pese a ser conocida como tal, se llamó ciudad de Almirante Brown, debido a que es la ciudad cabecera del partido homónimo. En 1998, por una ley provincial cambió su denominación a Adrogué.

## Diagrama
| Plataforma Este  | |
| Vía 1            | Trenes a Glew provenientes de Constitución (próxima Burzaco) Trenes a Korn provenientes de Constitución (próxima Burzaco) Trenes directos a Korn provenientes de Constitución (próxima Burzaco)             |
| Vía 2            | Trenes a Constitución provenientes de Glew (próxima Temperley) Trenes a Constitución provenientes de Korn (próxima Temperley) Trenes directos a Constitución provenientes de Korn (próxima Lomas de Zamora) |
| Plataforma Oeste | |

## Ubicación e Infraestructura
Del lado oeste, el acceso general se encuentra en la Plaza San Martín. Del lado este, junto a la dársena de colectivos de la calle Somellera. Se accede a las plataformas mediante un túnel.
Posee dos andenes elevados para el servicio electrificado.